# 1970 - 1977
1970 - 1977, também conhecido como Revival é o primeiro e único álbum de estúdio da Banda Êxodos, gravado e lançado de forma independente em 2006 numa reunião dos integrantes da banda que relembraram o repertório do grupo, que esteve ativo durante a década de 70, sendo assim a primeira banda de rock cristão do Brasil. Além do rock, a obra reúne outros gêneros como o blues e o country.

## Faixas
1. "Mudança de Vida"
2. "Jesus é a Resposta"
3. "Galhos Secos"
4. "Pelos Caminhos do Senhor"
5. "Encontrei a Resposta"
6. "Fim da Viagem"
7. "Maravilhas"
8. "Deus e deuses"
9. "Clamando por Salvação"
10. "Vamos já Louvar"
11. "Você é Feliz"
12. "Dois Caminhos"
13. "O Mundo Esqueceu"